# Bisogno
In psicologia il bisogno è la percezione della mancanza totale o parziale di uno o più elementi che costituiscono il benessere della propria persona. La spinta a ricercare questi elementi non è necessariamente una motivazione sufficiente per agire, d'altro canto esistono condizioni di percezione, di inconsapevolezza e pulsioni ad agire che non trovano la loro origine in uno stato di carenza. In economia Manfred Max-Neef ha stilato una teoria basata su nove bisogni fondamentali dell'uomo .

## La piramide di Maslow

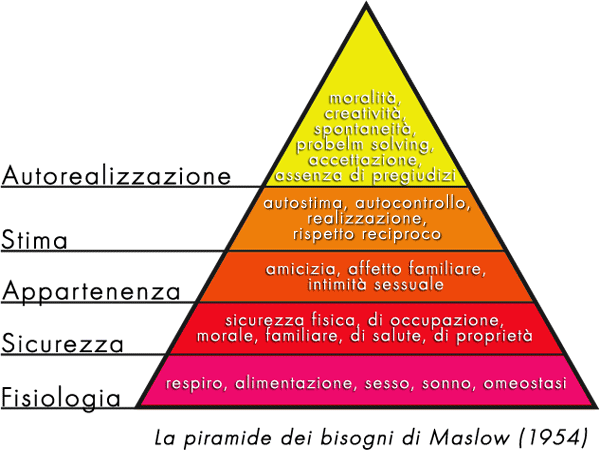
La piramide dei bisogni di Maslow

Tra il 1943 e il 1954 lo psicologo statunitense Abraham Maslow concepì il concetto di "Hierarchy of Needs" (gerarchia dei bisogni o necessità) e la divulgò nel libro Motivation and Personality del 1954. Questa scala di bisogni è suddivisa in cinque differenti livelli, dai più elementari (necessari alla sopravvivenza dell'individuo) ai più complessi (di carattere sociale). L'individuo si realizza passando per i vari stadi, i quali devono essere soddisfatti in modo progressivo. Questa scala è internazionalmente conosciuta come "piramide di Maslow". I livelli di bisogno concepiti sono:
1. Bisogni fisiologici (fame, sete, ecc.)
2. Bisogni di salvezza, sicurezza e protezione
3. Bisogni di appartenenza (affetto, identificazione)
4. Bisogni di stima, di prestigio, di successo
5. Bisogni di realizzazione di sé (realizzando la propria identità e le proprie aspettative e occupando una posizione soddisfacente nel gruppo sociale).

Successivamente sono giunte critiche a questa scala di identificazione, perché semplificherebbe eccessivamente i bisogni dell'uomo e, soprattutto, il loro livello di importanza. La scala sarebbe perciò più corretta in termini prettamente funzionali alla semplice sopravvivenza dell'individuo che in termini di affermazione sociale. Si tratterebbe perciò di bisogni di tipo psicofisiologico, più che psicologico in senso stretto. Altre critiche vertevano sul fatto che la successione dei livelli potrebbe non corrispondere a uno stato oggettivo condivisibile per tutti i soggetti.
Lo stesso Maslow nel libro Toward a Psychology of Being del 1968 aggiungerà alcuni livelli che aveva inizialmente ignorato.

## Il bisogno nel comportamento
Lo psicologo statunitense Henry Murray nel 1938 ha chiarito la specificità del bisogno in chiave psicologica. Murray, infatti, mise in correlazione per primo la psicologia della motivazione con una tassonomia dei bisogni, grazie all'analisi di un gruppo di studenti di Harvard (descritta in "Exploration in Personality" del 1938, in cui è elencata, appunto, una lista di bisogni umani fondamentali). La teoria da lui proposta divergeva completamente dalle tesi precedentemente proposte, che ipotizzavano l'esistenza di istinti, pulsioni e motivazioni universali. Per Murray il bisogno è istintivo. Il bisogno è oramai studiato funzionalmente come un elemento che attiva e dirige il comportamento, i due concetti di bisogno e motivazione sono visti in modo complementare.

## Agnes Heller e la teoria dei bisogni
Ágnes Heller fornisce un approccio prevalentemente filosofico ed etico ai bisogni, il quale si inquadra nella tradizione marxista, mediata tramite György Lukács. Nel suo punto di vista, i bisogni sono intesi come il terreno di scontro tra la soggettività e il potere.

## Bisogni irrinunciabili dei bambini
Nel 2000 gli psicologi T. Berry Brazelton e Stanley I. Greenspan hanno analizzato i bisogni fondamentali dei bambini.

## Bisogni immaginari
Karl Marx nel 1848 ha chiamato bisogni immaginari i bisogni non essenziali, quelli che poi Guy Debord negli anni sessanta chiamerà pseudobisogni.